# Cyrtandra nana
Cyrtandra nana är en tvåhjärtbladig växtart som beskrevs av Elmer Drew Merrill. Cyrtandra nana ingår i släktet Cyrtandra och familjen Gesneriaceae. Inga underarter finns listade i Catalogue of Life.